# Khātūn Kandī
Khātūn Kandī (persiska: خاتون كندی) är en ort i Iran.   Den ligger i provinsen Zanjan, i den nordvästra delen av landet, 300 km väster om huvudstaden Teheran. Khātūn Kandī ligger 1 791 meter över havet och antalet invånare är 821.
Terrängen runt Khātūn Kandī är platt åt nordost, men åt sydväst är den kuperad.Runt Khātūn Kandī är det ganska glesbefolkat, med 47 invånare per kvadratkilometer. Närmaste större samhälle är Zarrīnābād, 14,2 km sydost om Khātūn Kandī. Trakten runt Khātūn Kandī består i huvudsak av gräsmarker.